# Erve (fiume)
L'Erve è un fiume francese, che scorre per 71,5 km nella regione dei Paesi della Loira, bagnando i dipartimenti della Sarthe e della Mayenne, e sfocia nella Sarthe, risultando così un sub-affluente della Loira.

## Comuni attraversati
Nei due dipartimenti della Mayenne (53) e della Sarthe (72), l'Erve attraversa diciassette comuni (da monte verso valle):
Mayenne
Vimarcé (sorgente), Saint-Georges-sur-Erve, Assé-le-Bérenger, Voutré, Torcé-Viviers-en-Charnie, Sainte-Suzanne, Chammes, Saint-Jean-sur-Erve, Saint-Pierre-sur-Erve, Thorigné-en-Charnie, Saulges, Chémeré-le-Roi, Ballée, Épineux-le-Seguin,
Sarthe
Auvers-le-Hamon, Juigné-sur-Sarthe, Sablé-sur-Sarthe (confluenza).

## Immagini dell'Erve

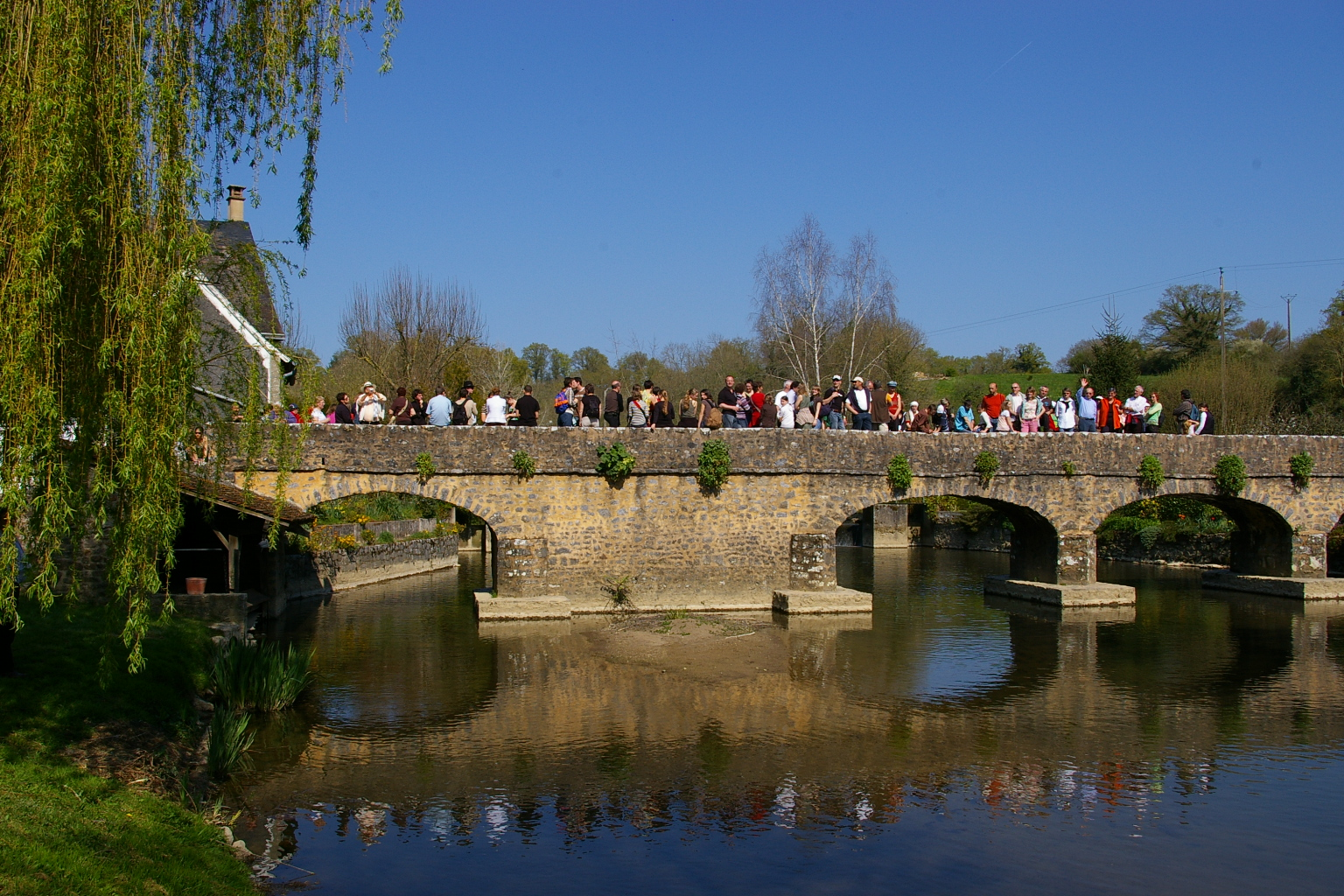
Ponte pedonale sull'Erve di Saint-Pierre-sur-Erve
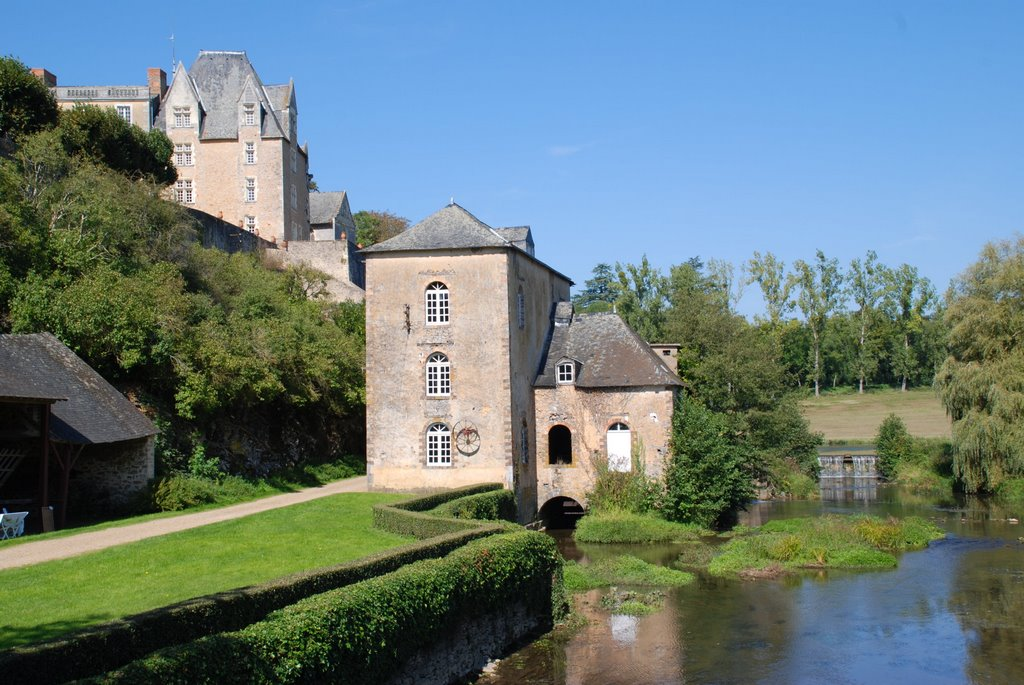
Il Mulino di Thévalles e il Castello di Thévalles a Chémeré-le-Roi
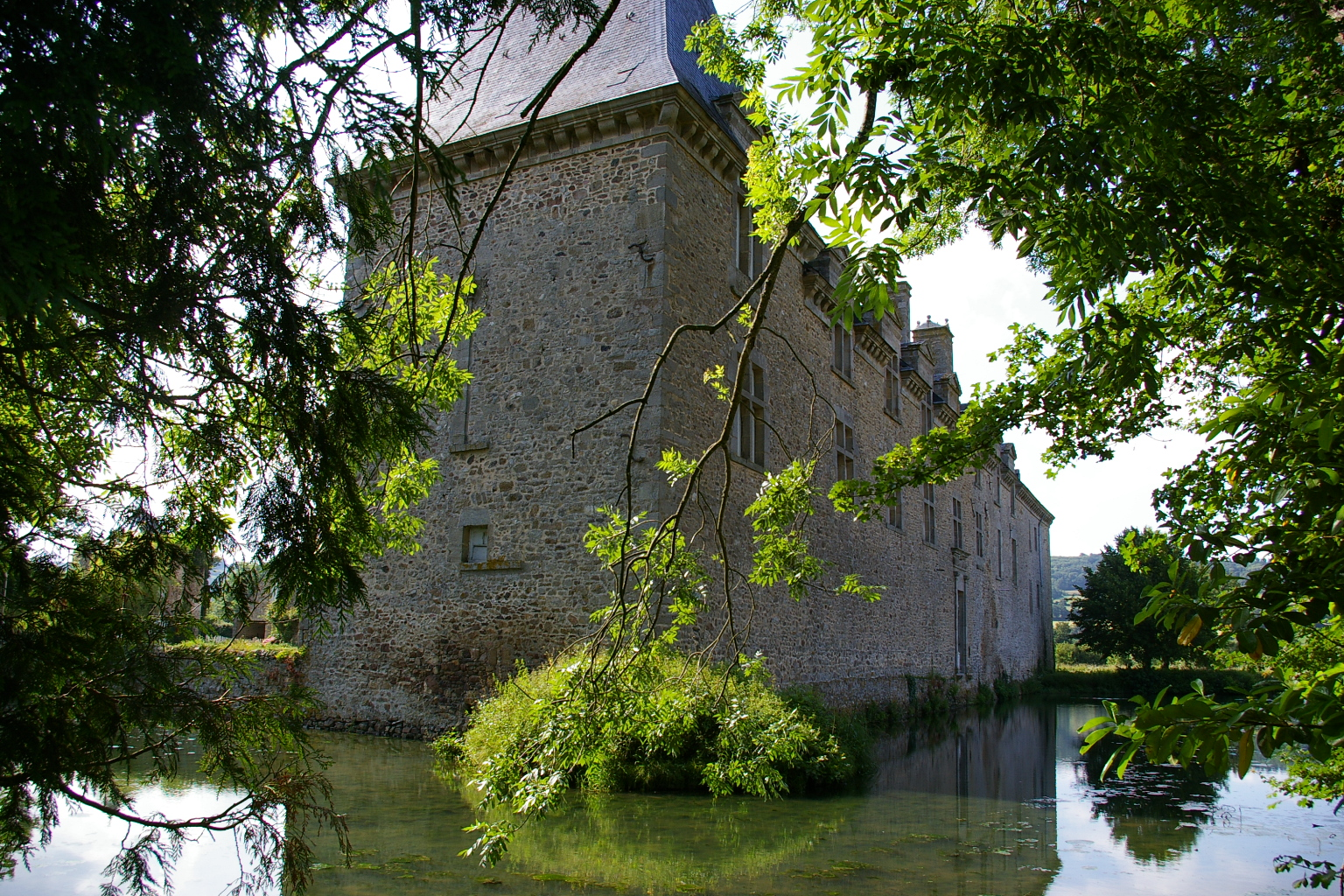
Il Castello di Foulletorte aSaint-Georges-sur-Erve
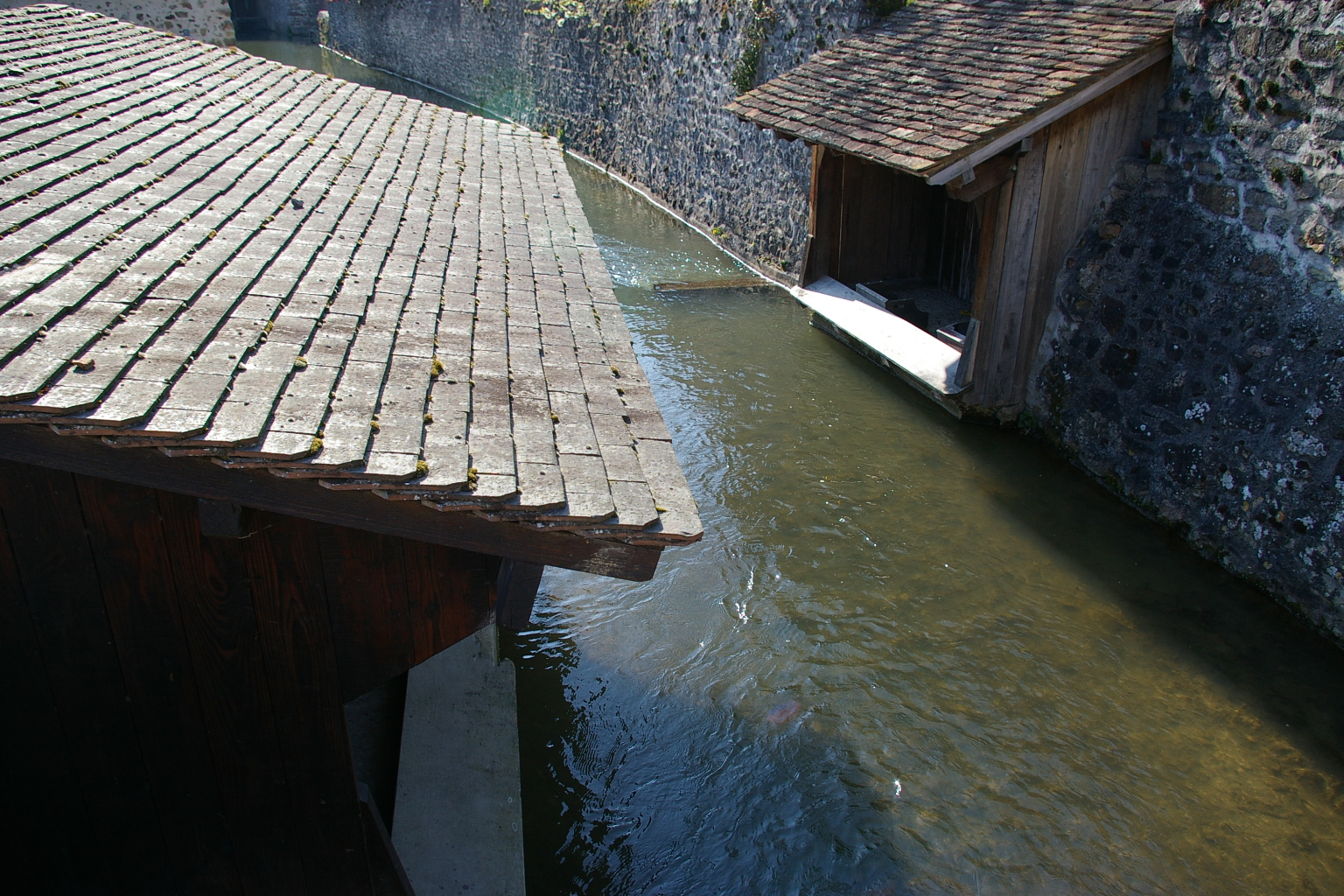
Lavatoio sull'Erve a Sainte-Suzanne